# 咲くやこの花館

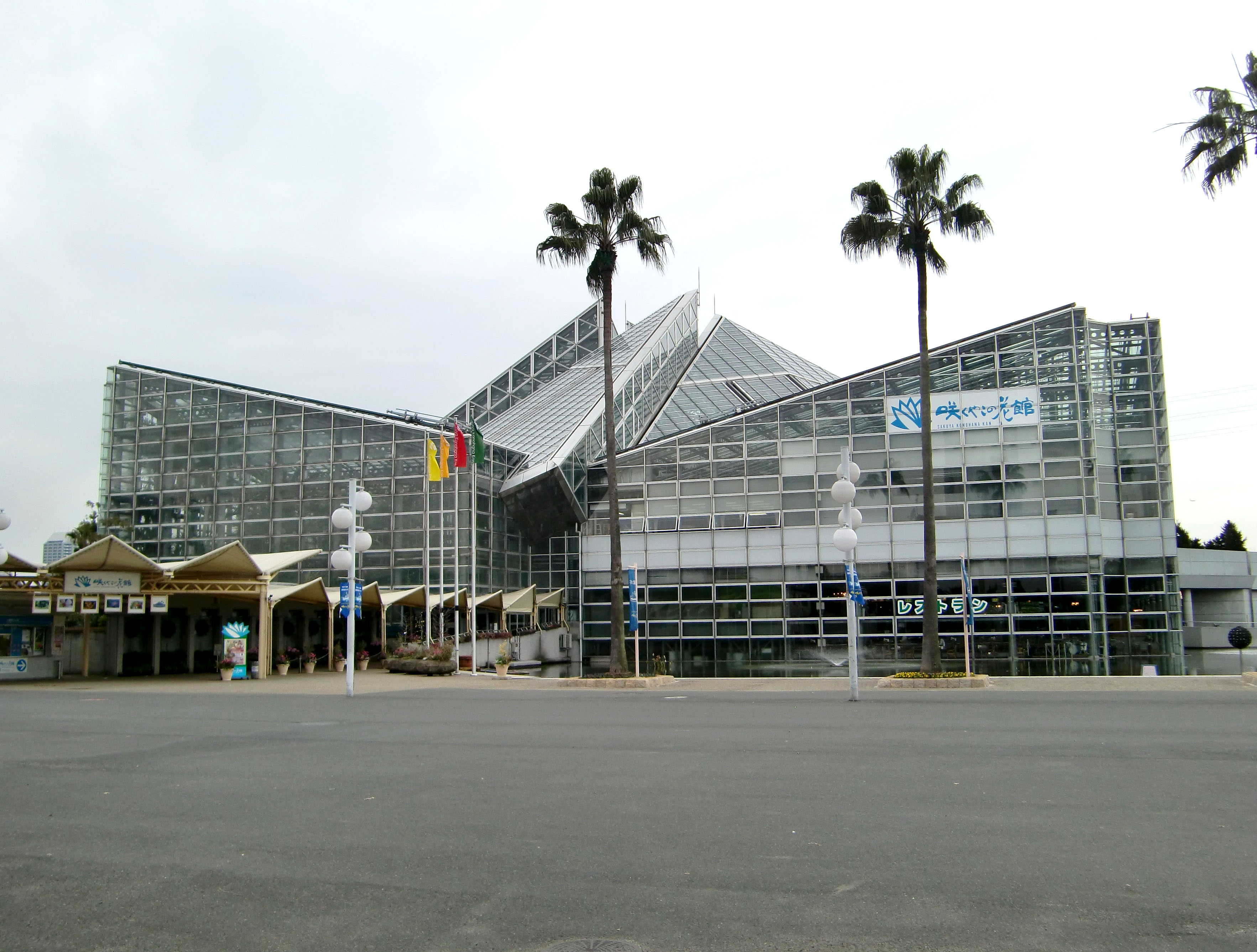
正面

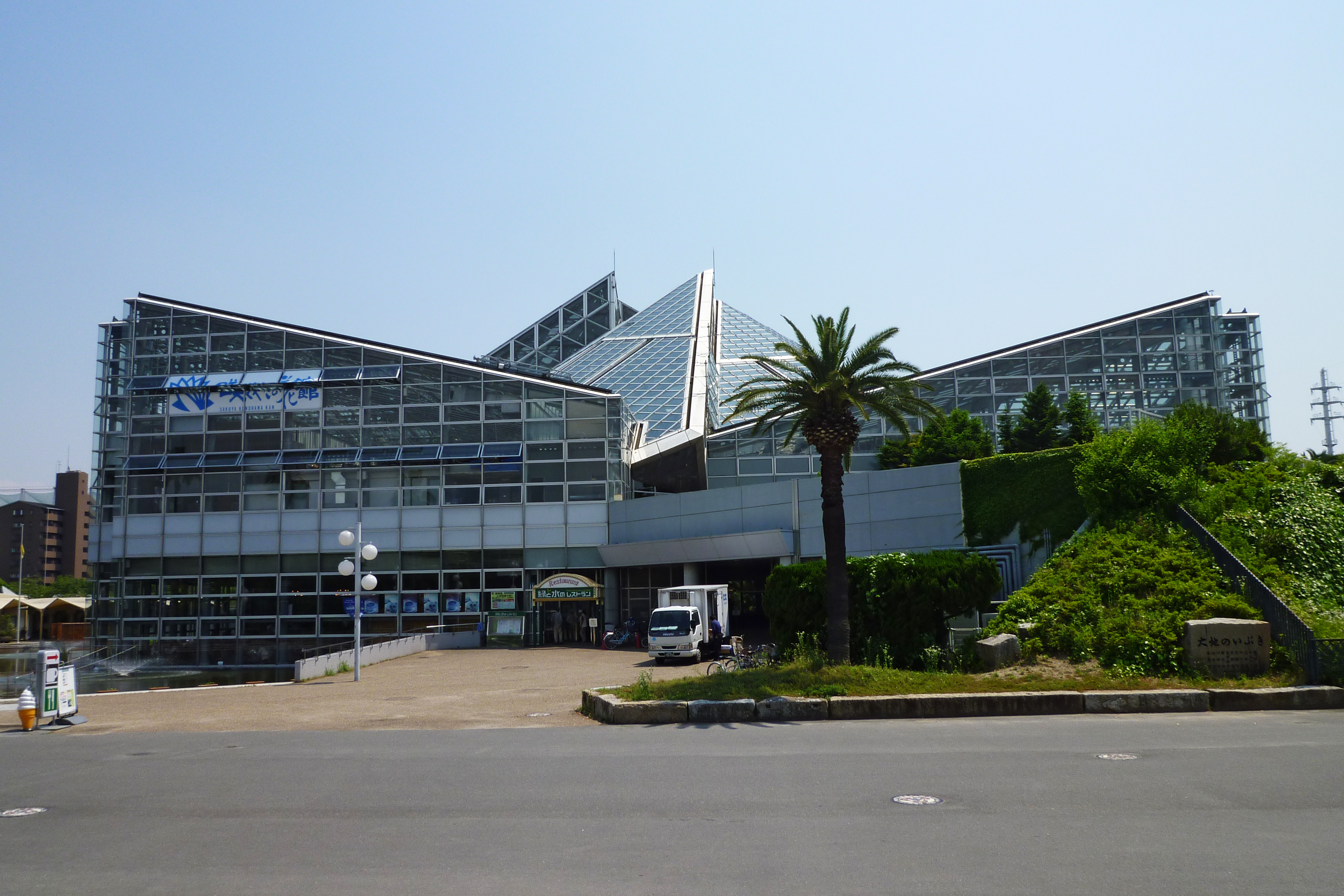
側面

咲くやこの花館（さくやこのはなかん）は、大阪市鶴見区の花博記念公園鶴見緑地内にある屋内植物園。日本有数の総合植物館で、日本最大の温室（延床面積6890m2）を有する。

## 建築概要
1987年（昭和62年）6月に着工し、建築物は1989年（平成元年）3月に完成。
- 設計：日建設計＋ランテック計画事務所
- 竣工：1990年3月
- 構造：S造、一部RC造
- 規模：地上2階、塔屋1階、地下1階
- 所在地：〒538-0036 大阪府大阪市鶴見区緑地公園2-163（地図上では「守口市南寺方東通1丁目」）

## 概要
1990年に開催された国際花と緑の博覧会における、大阪市のパビリオンとして建設された。外観は約5000枚のガラスが用いられ、水面に浮かぶ睡蓮をイメージしている。ミニミュージアムにてラフレシアの花と蕾を樹脂で固めたもの（国際花と緑の博覧会記念協会所有）を展示しており、高山植物室の青いケシとともに、当館最大の見ものとなっている。1日に3回、スタッフが解説しながら館内を回る「フラワーツアー」が実施されている。
館内は
- 展示会や音楽会を開催できるフラワーホール
- ヤシやガジュマルなどの熱帯雨林植物展
- ハワイやタヒチの美しい風景を連想させる熱帯花木室
- アフリカや南北アメリカなどの乾燥地に生えるサボテン・多肉植物室
- 山岳部に見られる高山植物室
- 南極・北極の植物を展示した極地植物室
- 外部庭園
- 展示室

のゾーンからなり、合わせて5500種、約15000株の植物を栽培展示している。季節ごとに様々なイベントも開催される。

## 料金
大人500円、中学生以下無料
- 障がい者割引：障がい者手帖などの所持者（要提示）は無料
- 高齢者割引：大阪市内居住の65歳以上の来館者（要証明書）は無料

## 定休日
月曜日（祝日の場合は翌日）、年末年始（12/28 - 1/4）

## 名前の由来
名称の「咲くやこの花館」は、当時一般公募で決定したもので、『古今和歌集』の「難波津の歌」（難波津に咲くやこの花冬ごもり　今は春べと咲くやこの花）の古歌に由来する。

## 設備
- バリアフリー：盲導犬導入/手すり/車イス常備/車イスエレベータ/車イススロープ/車椅子トイレ/
- ベビー対応：授乳スペース
- 駐車場：花博記念公園 鶴見緑地 中央第一駐車場・中央第二駐車場 昼間（7時 - 19時）・20分100円 / 夜間（19時 - 翌7時）・120分100円 駐車開始から24時間 上限駐車料金・毎日1,000円(※) ※障がい者手帳などの所持者…公的証明の提示で24時間上限駐車料金 300円
- 見学案内：あり

## アクセス
- 鶴見緑地駅（Osaka Metro長堀鶴見緑地線）徒歩10分